# Canisp
Canisp är ett berg i Storbritannien.   Det ligger i kommunen Highland och riksdelen Skottland, i den norra delen av landet, 800 km norr om huvudstaden London. Toppen på Canisp är 847 meter över havet, eller 706 meter över den omgivande terrängen. Bredden vid basen är 14,6 km.
Terrängen runt Canisp är huvudsakligen kuperad. Trakten runt Canisp är nära nog obefolkad, med mindre än två invånare per kvadratkilometer. Närmaste större samhälle är Lochinver, 11,5 km väster om Canisp. Trakten runt Canisp består i huvudsak av gräsmarker.